# Cleveland Rebels
Cleveland Rebels war der Name eines US-amerikanischen Basketballfranchise aus Cleveland, Ohio, das in der Saison von 1946–47 in der Basketball Association of America (BAA), der späteren National Basketball Association (NBA), spielte.

## Geschichte
Das Team wurde 1946 gegründet und spielte in der Basketball Association of America. In seiner einzigen Saison 1946–47 erreichte es eine Statistik von 30 Siegen und 30 Niederlagen unter den Headcoaches Dutch Dehnert (17–20) und Roy Clifford (13–10). 1947 löste sich das Team, das die Saison auf dem 3. Platz der Western Division beendete, auf.

## Saisonstatistik
| Saison  | Siege:Niederlagen | Prozent | Play-offs                                           |
| ------- | ----------------- | ------- | --------------------------------------------------- |
| 1946/47 | 30:30             | 50,0    | Teilnahme; 2:1-Niederlage gegen die New York Knicks |
| gesamt  | 30:30             | 50,0    | 1 × Playoff-Teilnahme                               |